# ループ&ループ
「ループ&ループ」（ループ・アンド・ループ）は、2004年5月19日に発売されたASIAN KUNG-FU GENERATIONの4枚目のシングル。

## 解説
「B面曲」がなく、カップリングにはライブ音源が2曲収録されている。当初はCCCDとして発売されたが、現在そちらは廃盤となっている。

## 収録曲
1. ループ&ループ
（作詞・作曲:後藤正文）
SUZUKI『チョイノリ』CMソング、よみうりテレビ系ドラマ『駄目ナリ!』主題歌のダブルタイアップ。
後にINDUSTRIAL SALTが「Loop&Loop〜Under The Thunder〜」というタイトルでこの曲を英語でカバーしている。
2. エントランス (LIVE)
（作詞・作曲:後藤正文）
初のワンマンツアー「five nano seconds」最終日、2004年2月25日のZepp Tokyoでのライブ録音。歌詞を一部変えている。
3. 羅針盤 (LIVE)
（作詞：後藤正文　作曲:後藤正文・山田貴洋）
初のワンマンツアー「five nano seconds」最終日、2004年2月25日のZepp Tokyoでのライブ録音。

全編曲:ASIAN KUNG-FU GENERATION

## 収録アルバム
- ソルファ (#1)
- BEST HIT AKG (#1)